# Antennarius commerson
Antennarius commerson är en fiskart som först beskrevs av Lacepède, 1798.  Antennarius commerson ingår i släktet Antennarius och familjen Antennariidae. Inga underarter finns listade i Catalogue of Life.

## Bildgalleri

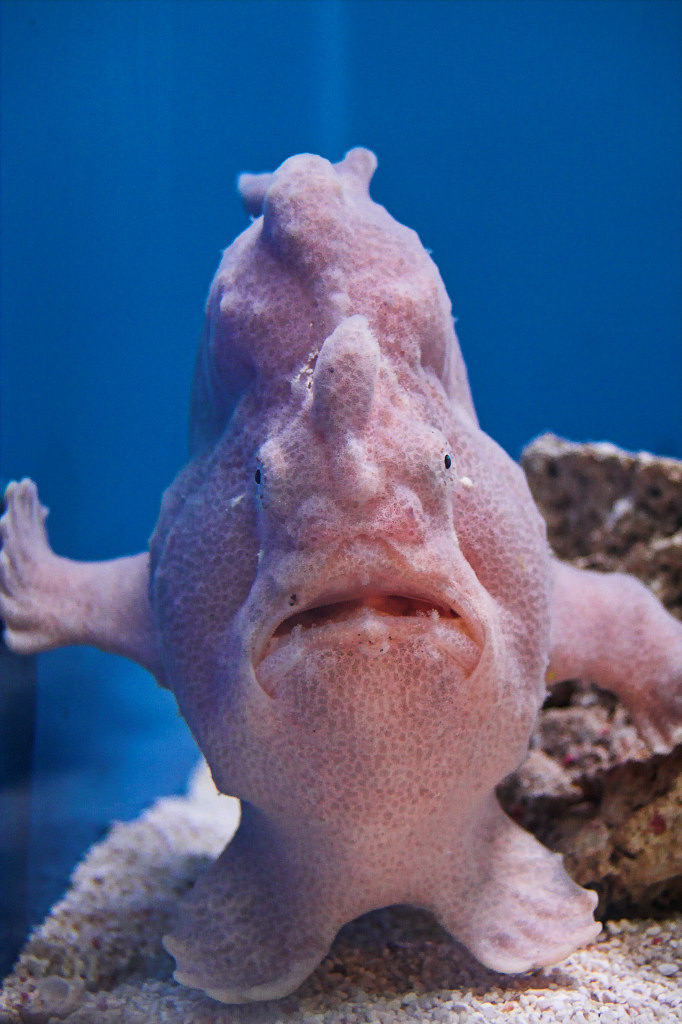
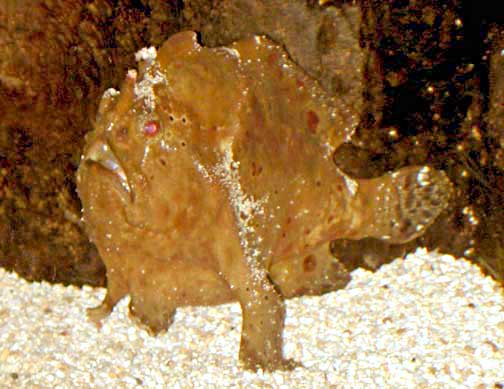
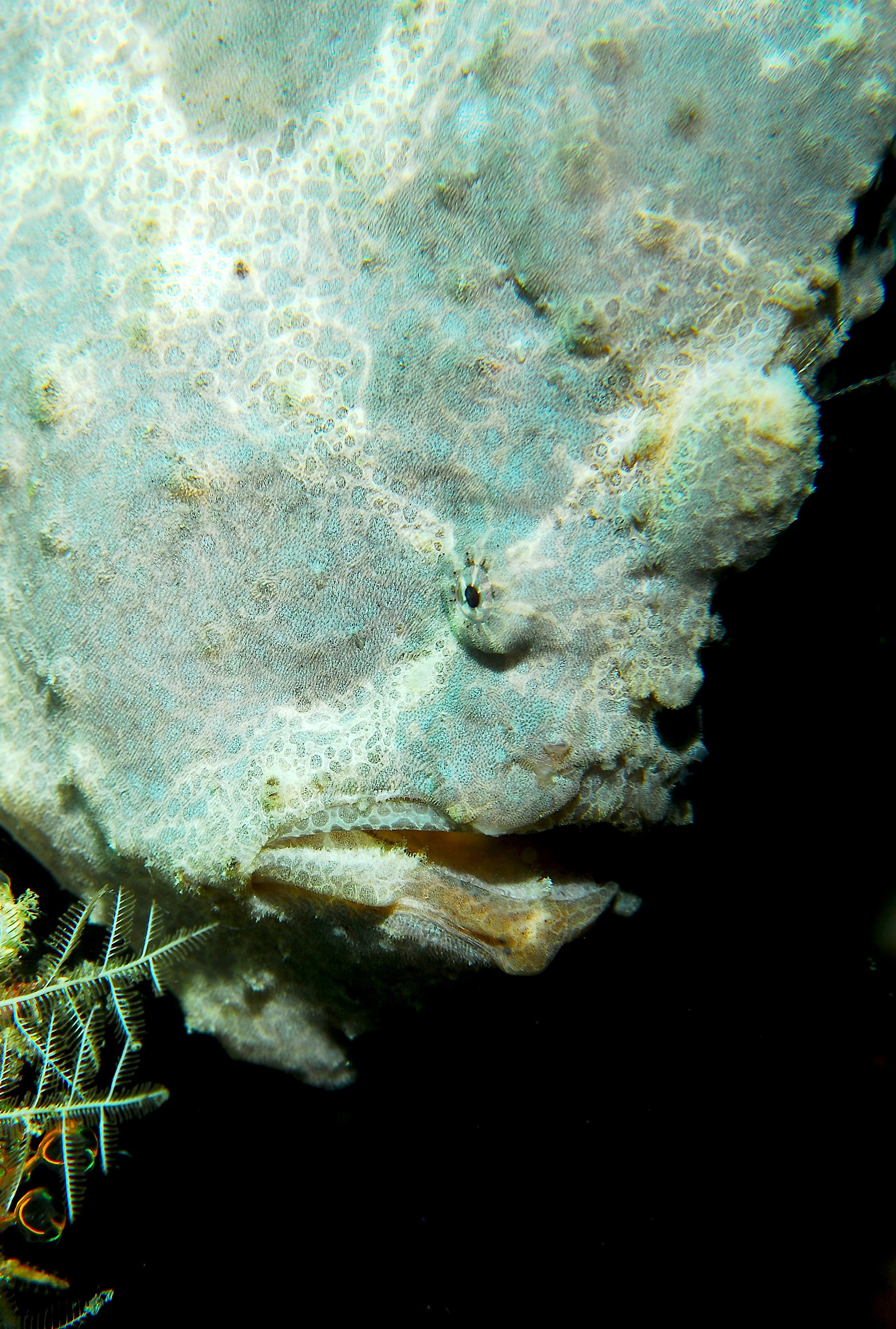
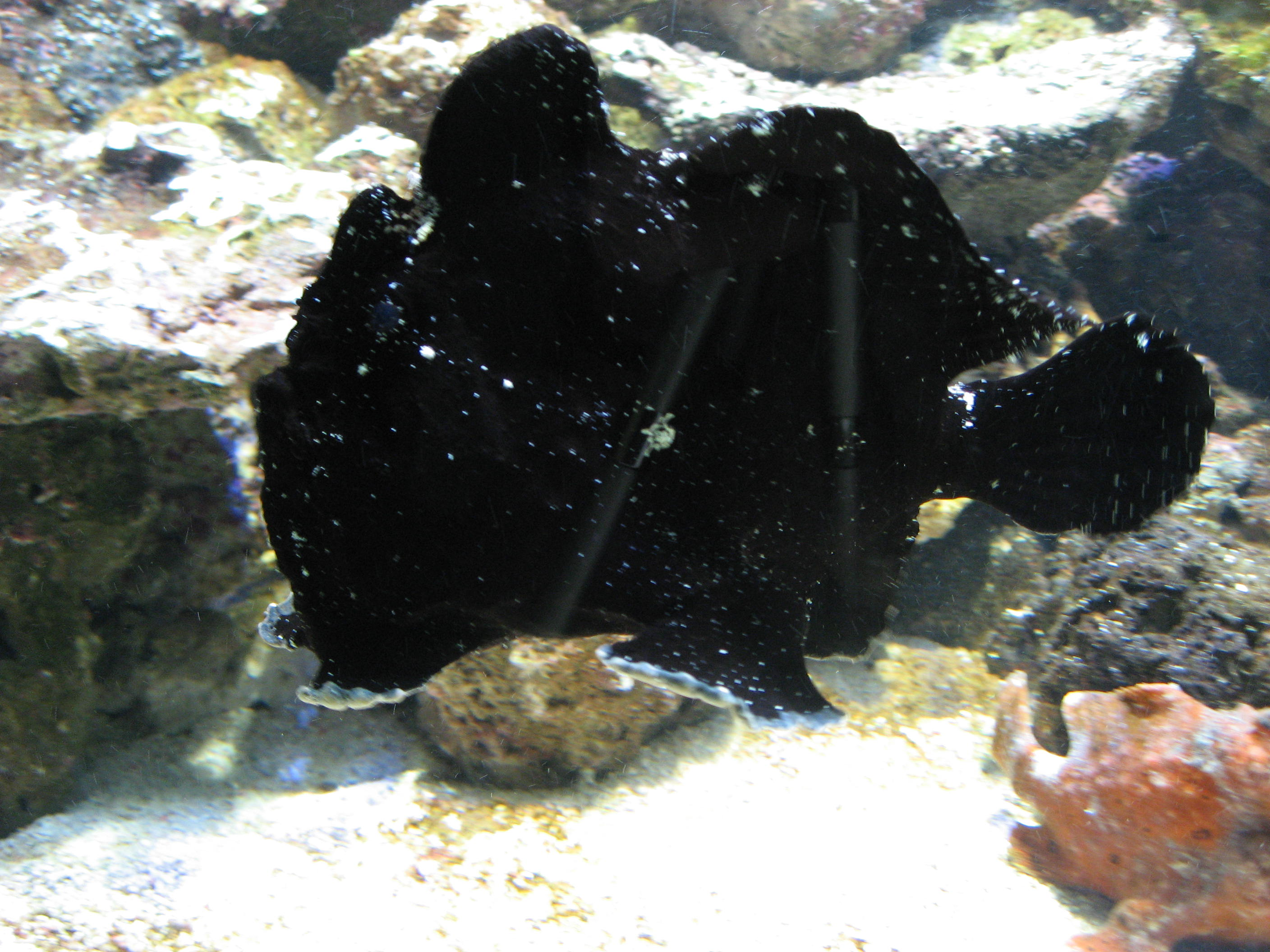
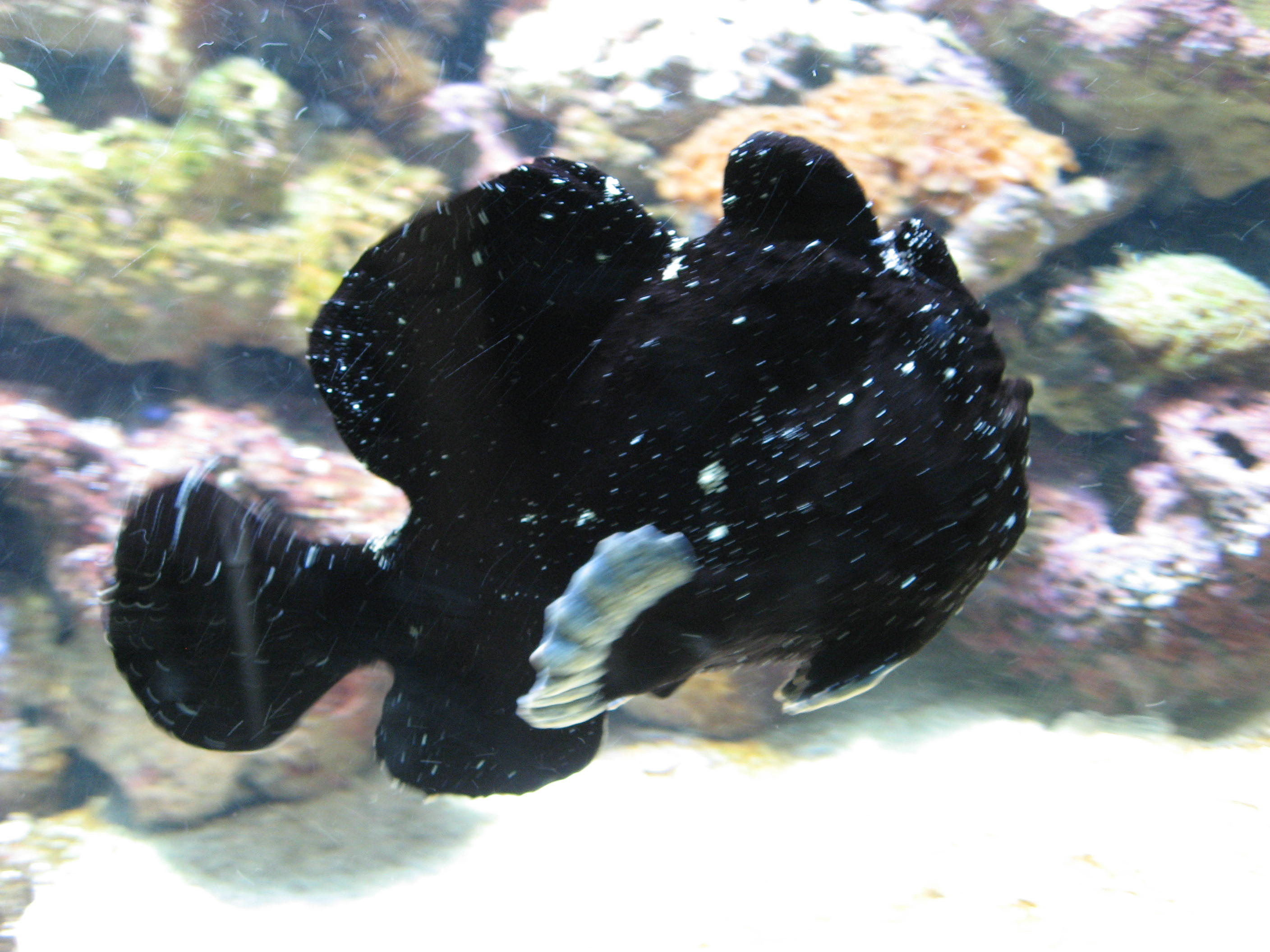
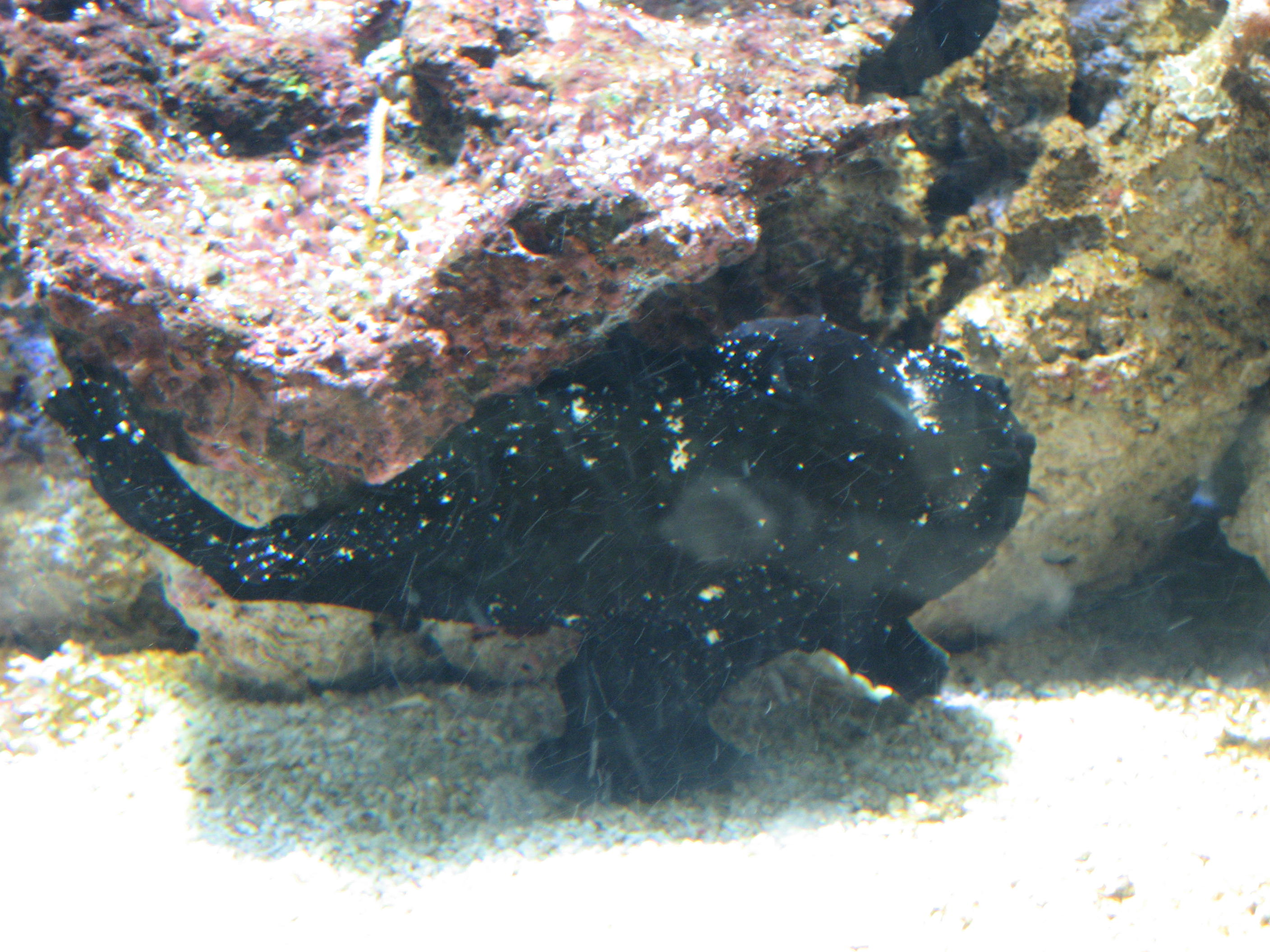